# Irka Bochenko
Irka Bochenko, właśc. Irena Bochenko (ur. w 1960 we Wrocławiu) – polska aktorka, piosenkarka, kompozytorka i autorka tekstów mieszkająca i tworząca we Francji. Dawniej występowała również jako „Iren Bo”. Znana z roli dziewczyny Bonda w filmie Moonraker z 1979 roku, gdzie wystąpiła u boku Rogera Moore’a.

## Przebieg kariery
Irka Bochenko urodziła się we Wrocławiu. Kiedy miała sześć lat, przeprowadziła się z rodzicami do Francji.
Karierę zawodową zaczynała jako modelka w wieku 14 lat. Jej zdjęcia ukazały się na łamach międzynarodowego wydania magazynu Playboy. Reprezentowała Francję w wyborach Miss Youth International. Karierę aktorską rozpoczęła rolą w filmie Bilitis z 1977 roku. Niedługo potem pojawiła się w jednym z odcinków serialu telewizyjnego L’inspecteur mène l’enquête. W 1979 roku została zaangażowana do epizodycznej, ale przewijającej się niemal przez cały film na ekranie roli Blond Piękności w bondowskim filmie Moonraker. Po roli dziewczyny Bonda kolejne filmowe występy Bochenko zaliczyła dopiero po 2002 roku. Były to głównie role we francuskich serialach telewizyjnych.
W międzyczasie Bochenko samodzielnie wydawała płyty pod pseudonimami „Iren Bo” / „Irené Bo”, pisała także wiele piosenek m.in. dla takich artystów jak Patrick Fiori, Mireille Mathieu, Fiona Gélin, Lisa Angell, Garou, Julie Zenatti, Mimie Mathy, Michèle Torr, L5, Frédéric Lerner, Daniele Stefani, Jonatan Cerrada, czy Tina Arena.
Piosenka „La Coco-Dance” napisana przez nią i J. Woodfeela, a wykonana przez Séverine Ferrer, reprezentowała Monako w Konkursie Piosenki Eurowizji 2006 w Atenach. Piosenka nie dotarła do finału. W 2012 z okazji 50. rocznicy powstania serii filmów o Jamesie Bondzie wspólnie z Rogerem Moore’em napisała i nagrała piosenkę „Happy Birthday Mr. Bond”.

## Filmografia

### Filmy
| Rok  | Tytuł         | Rola          |
| ---- | ------------- | ------------- |
| 1977 | Bilitis       | Prudence      |
| 1977 | Un comique né | Nina          |
| 1979 | Moonraker     | Blonde Beauty |

### Seriale telewizyjne
| Rok  | Tytuł                                                             | Rola               |
| ---- | ----------------------------------------------------------------- | ------------------ |
| 1978 | L’inspecteur mène l’enquête (odcinek: Les grandes filles modèles) | Modelka            |
| 2002 | L’été rouge                                                       | L’interne          |
| 2004 | Les Cordier, juge et flic (odcinek: La rançon)                    | Gérante Poney-Club |
| 2008 | Julie Lescaut (odcinek: Julie à Paris)                            | Docteur Benamou    |